# Afroedura hawequensis
Afroedura hawequensis — вид геконоподібних ящірок родини геконових (Gekkonidae). Ендемік Південно-Африканської Республіки.

## Поширення і екологія
Afroedura hawequensis мешкають на схилах гір дю Туїтсклуф і Лімітберг в хребті Капських гір на південному заході Західнокапської провінції. Вони живуть серед заростей фінбошу, що ростуть серед пісковикових скель і валунів. Зустрічаються на висоті від 1100 до 1400 м над рівнем моря.